# Squadre di nuoto sincronizzato ai Giochi della XXVI Olimpiade
Di seguito l'elenco delle sincronette convocate per i Giochi della XXVI Olimpiade.

## Formazioni
| Canada                 |                   |
| Sincronetta            | Data di nascita   |
| Lisa Alexander         | 22 settembre 1968 |
| Janice Bremner-Birch   | 15 luglio 1974    |
| Karen Clark            | 9 aprile 1972     |
| Sylvie Fréchette       | 27 giugno 1967    |
| Karen Fonteyne         | 29 gennaio 1969   |
| Valérie Hould-Marchand | 29 maggio 1980    |
| Kasia Kulesza          | 29 agosto 1976    |
| Christine Larsen       | 15 dicembre 1967  |
| Cari Read              | 4 settembre 1970  |
| Erin Woodley           | 6 giugno 1972     |

| Cina        |                   |
| Sincronetta | Data di nascita   |
| Chen Xuan   | 10 febbraio 1978  |
| Fu Yuling   | 14 aprile 1974    |
| Guo Cui     | 26 febbraio 1975  |
| Jin Na      | 1º aprile 1976    |
| Li Fei      | -                 |
| Li Min      | 20 febbraio 1976  |
| Li Yuanyuan | 24 settembre 1976 |
| Long Yan    | 22 settembre 1973 |
| Pan Yan     | 22 settembre 1973 |
| Wu Chunlan  | 19 novembre 1972  |

| Francia              |                   |
| Sincronetta          | Data di nascita   |
| Marianne Aeschbacher | 10 dicembre 1970  |
| Virginie Dedieu      | 25 febbraio 1979  |
| Julie Fabre          | 27 giugno 1976    |
| Céline Lévêque       | 1º ottobre 1972   |
| Myriam Lignot        | 9 luglio 1975     |
| Isabelle Manable     | 30 agosto 1973    |
| Délphine Maréchal    | 21 settembre 1972 |
| Charlotte Massardier | 12 ottobre 1975   |
| Magali Rathier       | 2 dicembre 1974   |
| Éva Riffet           | 5 dicembre 1974   |

| Giappone        |                   |
| Sincronetta     | Data di nascita   |
| Mayuko Fujiki   | 21 gennaio 1975   |
| Raika Fujii     | 5 luglio 1974     |
| Rei Jimbo       | 9 luglio 1974     |
| Miho Kawabe     | 2 luglio 1974     |
| Akiko Kawase    | 13 luglio 1971    |
| Riho Nakajima   | 31 gennaio 1978   |
| Miya Tachibana  | 12 dicembre 1974  |
| Kaori Takahashi | 30 marzo 1974     |
| Miho Takeda     | 13 settembre 1976 |
| Junko Tanaka    | 9 ottobre 1973    |

| Italia              |                   |
| Sincronetta         | Data di nascita   |
| Giada Ballan        | 19 ottobre 1973   |
| Serena Bianchi      | 15 giugno 1974    |
| Mara Brunetti       | 9 aprile 1976     |
| Giovanna Burlando   | 20 novembre 1969  |
| Manuela Carnini     | 12 ottobre 1973   |
| Brunella Carrafelli | 16 settembre 1977 |
| Maurizia Cecconi    | 12 aprile 1975    |
| Paola Celli         | 23 agosto 1967    |
| Roberta Farinelli   | 6 febbraio 1970   |
| Letizia Nuzzo       | 12 novembre 1976  |

| Messico            |                  |
| Sincronetta        | Data di nascita  |
| Wendy Aguilar      | 14 maggio 1972   |
| Olivia González    | 14 ottobre 1978  |
| Berenice Guzmán    | 8 agosto 1975    |
| Lilián Leal        | 23 febbraio 1975 |
| Erika Leal-Ramírez | 11 luglio 1977   |
| Ariadna Medina     | 14 ottobre 1972  |
| Perla Ramírez      | -                |
| Aline Reich        | 6 settembre 1974 |
| Ingrid Reich       | 12 giugno 1973   |
| Patricia Vila      | 20 gennaio 1972  |

| Russia             |                   |
| Sincronetta        | Data di nascita   |
| Elena Antonova     | 10 ottobre 1974   |
| Elena Azarova      | 5 giugno 1973     |
| Ol'ga Brusnikina   | 9 novembre 1978   |
| Anna Jurjaeva      | 9 febbraio 1975   |
| Marija Kiselëva    | 28 settembre 1974 |
| Marina Lobova      | 13 febbraio 1977  |
| Galina Maksimova   | 14 marzo 1970     |
| Ol'ga Novokščenova | 29 novembre 1974  |
| Julija Pankratova  | 31 marzo 1976     |
| Ol'ga Sedakova     | 6 marzo 1972      |

| Stati Uniti              |                   |
| Sincronetta              | Data di nascita   |
| Suzannah Bianco          | 15 maggio 1973    |
| Tammy Cleland            | 26 ottobre 1975   |
| Becky Dyroen-Lancer      | 19 febbraio 1971  |
| Emily LeSueur            | 7 novembre 1972   |
| Heather Pease-Olson      | 29 settembre 1975 |
| Jill Savery              | 2 maggio 1972     |
| Nathalie Schneyder       | 25 maggio 1970    |
| Heather Simmons-Carrasco | 25 maggio 1970    |
| Jill Sudduth             | 9 settembre 1971  |
| Margot Thien             | 29 dicembre 1971  |